# Yokoi Kinkoku

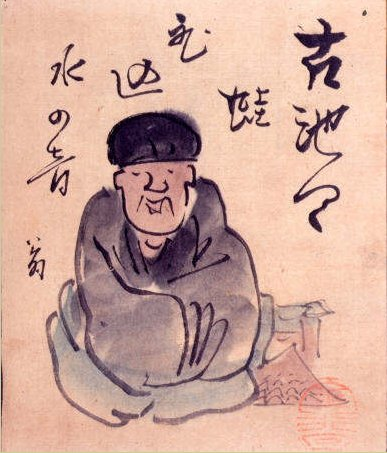
Na figura acima, um retrato de Matsuo Bashō feito por Yokoi Kinkoku aproximadamente em 1820, onde o pintor mostra ao fundo um haiku desse poeta japonês do Século XVIII

Yokoi Kinkoku foi um grande pintor clássico japonês, um dos mais talentosos de seu tempo. Ele viveu entre os anos de 1761 e 1832. Também era sacerdote, assim como um hábil mestre nas artes marciais, na caligrafia e na poesia. Nasceu e morreu na cidade de Kasanui, que hoje é Kusatsu, região central do Japão, próxima ao famoso Lago Biwa e a Kyoto, a capital do país naquela época. Vale lembrar que, historicamente, a cultura e a religiosidade dos japoneses sempre estiveram interligadas, e portanto não é de se estranhar que muitos dos mais consagrados de seus artistas tenham sido, ao mesmo tempo, monges do budismo ou do xintoísmo, tradicionalmente os dois sistemas filosófico-religiosos mais comuns do Japão.

## Biografia
A vida de Yokoi Kinkoku foi agitada. Já aos nove anos, ele tornou-se monge da seita budista Jodo (traduzindo: "Terra Pura"), e foi trabalhar no templo de Sokinji, em Osaka. Saiu de lá aos oito anos depois, e foi para Edo, atual Tóquio, onde foi admitido no templo jodísta de Zozoji, em Chiba, mas logo foi expulso por ter sido visto a frequentar os "distritos do prazer", antigas áreas de prostituição nas cidades japonesas. Assim, ele retorna à região de Kyoto após passar um certo tempo a viajar por vários lugares e retoma os estudos religiosos, sendo então encarregado de administrar o templo de Gokunrakuji, ao norte da capital. Esse templo ficava no monte Kinkoku, e vem daí o nome do pintor, que tinha um carinho especial por essa montanha. 
Apesar de permanecer no monte Kinkoku, Yokoi viajava constantemente até Nagasaki, por causa do trabalho religioso, e lá faz muitas de suas melhores pinturas e poemas. Também ia várias vezes a Nagoya, mais por passeio e distração. Lá, mantinha contato com grupos de pintores e poetas que influenciaram muito o seu trabalho, incluindo Cho Gessho (1772-1832) e o aclamado Yosa Buson (1716-1783).

## Obra

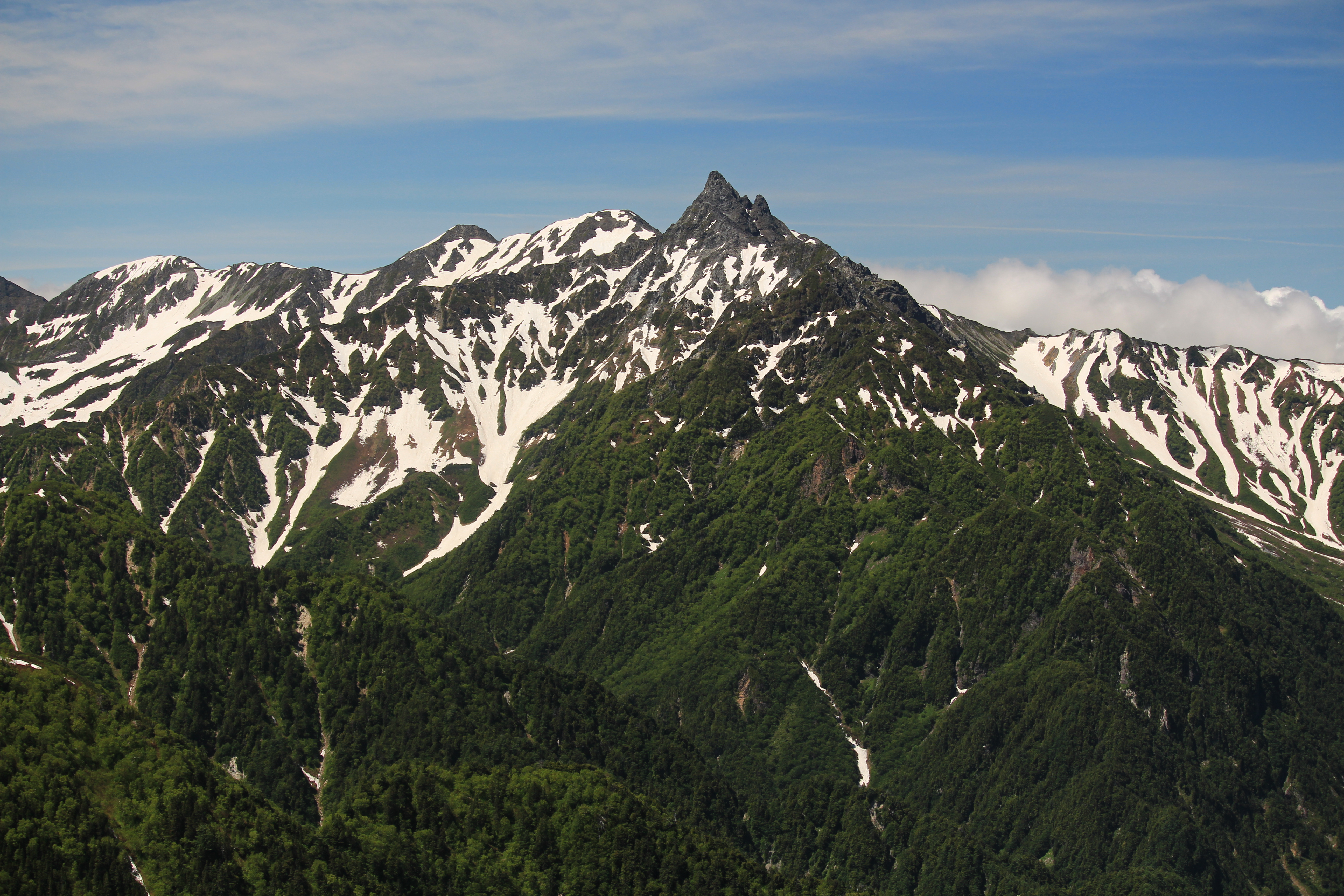
Monte Yari, na província de Nagano, Japão. As montanhas foram uma das maiores inspirações para o trabalho de Kinkoku, que aliás adotou seu nome artístico em homenagem ao Monte Kinkoku, onde ficava o Templo Gokunrakuji, no qual ele serviu como monge durante muito tempo

É provável que tenha sido aluno de Yosa Buson, pois sua pintura lembra muito a dele. Hoje, o trabalho de Yokoi Kinkoku é reconhecido no Japão e no mundo como uma das artes mais expressivas do Período Edo (ver aqui). A arte de Yokoi é uma de uma fina sensibilidade, quase sempre a retratar a natureza, as paisagens, os animais dos bosques. As montanhas sempre foram um tema constante em sua obra. Ele mesmo aventurava-se em fazer alpinismo, e estava sempre a passear e contemplar as serras de sua região natal.

## Outro site
- pequena apresentação do artista na página do Museu Britânico